# Квинтилий Вар (конник)
Квинтилий Вар (на латински: Quinctilius Varus; Quintilius; * 70 пр.н.е., Кремона; † 24/23 пр.н.е.) e римски конник и приятел на поетите Вергилий и Хораций. Не трябва да се бърка със сенатора и управителя Публий Квинтилий Вар.
Той е приятел с Вергилий още от младите му години в Кремона. След това е ученик на епикурския философ Сирон и е приятел с Филодем Гадарски. С Хораций е също приятел и той пише след смъртта на Вар едно тъжно стихотворение (Ode 1, 24) за него, отправено до Вергилий. Хораций споменава Вар и в Ode 1, 18 и в Ars poetica.
Вар притежава чифлик при Тибур.